# Hélène Duccini
Hélène Duccini, née le 2 décembre 1935 à Neuilly-sur-Seine et morte le 4 octobre 2017 dans le 15e arrondissement de Paris, est une historienne française, spécialiste d'histoire moderne et d'histoire des médias.

## Biographie

### Carrière
Hélène Aymonier, qui porte ensuite le nom d'Hélène Duccini, est née le 2 décembre 1935 à Neuilly-sur-Seine.
Elle obtient le baccalauréat en 1953 et l'agrégation d'histoire et géographie en 1961. Elle enseigne ensuite dans différents lycées avant d'être recrutée comme assistante de Robert Mandrou à l'université de Nanterre. Elle y soutient en 1977 une thèse de troisième cycle consacrée à La littérature pamphlétaire sous la régence de Marie de Médicis.
Maître de conférences à l'université de Nanterre, Hélène Duccini y enseigne l'histoire moderne, mais aussi l'histoire contemporaine des médias, notamment celle de la télévision.
Hélène Duccini soutient sa thèse d'habilitation en 2002, au moment de son départ à la retraite. Elle en tire un livre publié l'année suivante, Faire voir, faire croire. L’opinion publique sous Louis XIII.

### Historienne moderniste
Dans son ouvrage intitulé Faire voir, faire croire. L’opinion publique sous Louis XIII, Hélène Duccini analyse des milliers de libelles et d'images pour proposer une histoire des polémiques politiques et religieuses sous le règne de Louis XIII. Elle décrit la production et l'usage de l'information et de la communication politique, montrant comment la monarchie parvient à faire taire ses opposants,,,. Son recours à la notion d'opinion publique pour cette période soulève les doutes de plusieurs critiques,,.
Hèlène Duccini publie en 2012 une biographie d'Abel Servien. Elle y retrace la longue et brillante carrière de ce grand commis de l'État et dépeint les relations internationales de la première moitié du XVIIe siècle vues du point de vue de la France,,.

### Historienne des médias
Hélène Duccini publie en 1998 un livre intitulé La télévision et ses mises en scène, consacré aux changements dans la réalisation des émissions de télévision dans les années 1980, aux mises en scène plus sophistiquées qu'auparavant.
Hélène Duccini meurt le 4 octobre 2017 dans le 15e arrondissement de Paris,.

## Principales publications

### Histoire moderne
- Concini : Grandeur et misère du favori de Marie de Médicis, Paris, Albin Michel, 1991, 461 p. (ISBN 978-2-226-05265-0, lire en ligne).
- Histoire de la France au XVIIe siècle, Paris, Sedes, coll. « Campus/Histoire », 2000, 192 p. (ISBN 9782200353575, lire en ligne).
- Faire voir, faire croire : L'opinion publique sous Louis XIII, Seyssel, Champ Vallon, coll. « Époques », 2003, 538 p. (ISBN 9782876733725, lire en ligne )[3],[4],[5],[6],[11],[12],[13].
- Guerre et paix dans la France du Grand siècle : Abel Servien, diplomate et serviteur de l'État (1593-1659), Seyssel, Champ Vallon, coll. « Époques », 2012, 389 p. (ISBN 978-2-87673-612-2, lire en ligne )[7],[8],[9],[14].

### Histoire contemporaine des médias
- Cent ans d’innovation au crible de la caricature (1895-1995) : catalogue de l’exposition présentée à l’université de Paris X-Nanterre du 12 novembre au 4 décembre 1996 sous la direction d’Hélène Duccini, Paris, Les Éditions du Cardinal, 1996.
- La télévision et ses mises en scène, Paris, Nathan, coll. « 128 Cinéma », 1998 (réimpr. 2011) (ISBN 9782091904917, lire en ligne)[10].